# David Watson
David Vernon Watson (Stapleford, 5 ottobre 1946) è un ex calciatore inglese, di ruolo difensore.

## Palmarès

### Club

#### Competizioni nazionali
- Coppa d'Inghilterra: 1

Sunderland: 1972-1973
- Coppa di Lega inglese: 1

Manchester City: 1975-1976